# Sorin Cîmpeanu
Sorin Mihai Cîmpeanu (Bukarest, 1968. április 18. –) román agrármérnök, konzervatív, majd szabadelvű párti politikus, 2014 végétől oktatásügyi miniszter, majd Victor Ponta lemondása után ideiglenesen átvette a kormány vezetését (2015).

## Élete
A bukaresti Agrártudományi és Állatorvosi Egyetem Talajjavító és Környezetmérnöki Karán szerzett mérnöki oklevelet – talajjavítási szakirányon – 1991-ben, ugyanitt doktorált 2000-ben. 1992-től dolgozott az egyetemen, előbb mint tanársegéd, majd asszisztens, lektor, végül oktatótanár. Tizenegy könyv és számos újságcikk jelent meg a neve alatt. 2008 és 2012 között a Mezőgazdasági és Állatorvosi Egyetem dékánja, majd rektora (2012), továbbá a Rektorok Országos Tanácsának elnöke (2013). A Hidrológiai Programok Román Országos Bizottságának alelnöke, valamint az Okleveleket és Egyetemi Bizonyítványokat Jóváhagyó Országos Tanács főtitkára (2012).
2014 júniusban támogatta az oktatási törvényt gyökeresen megváltoztató sürgősségi kormányrendeletet, amelynek értelmében természetes személyek létrehozhatnak egyetemeket, illetve azok megszűnését követően megmaradhatnak az egyetem vagyonának birtokában. A jogszabály értelmében a doktorátusi vizsgát csökkentett óralátogatással is le lehet tenni, a rektorok pedig korlátlanul meghosszabbíthatják mandátumukat.
2014 decemberében, a Victor Ponta negyedszerre átalakított kabinetjének oktatásügyi és tudományos kutatási minisztere lett. A kormányba pártja, a Konzervatív Párt (PC) delegálta, de 2015. június közepétől, a PC és a Liberális Reform Pártja (PLR) fúzióját követően már a Liberálisok és Demokraták Szövetségének (ALDE) színeiben politizált tovább.
Alig egy évvel később, 2015. november 4-én – a bukaresti Colectiv klubban történt halálos áldozatokat követelő diszkótűz miatt – az utcára vonuló tüntetők nyomására Victor Ponta bejelentette lemondását, másnap pedig Klaus Johannis államfő ügyvivő miniszterelnöknek Cîmpeanut nevezte ki. A demonstrációk hatására egy nappal később a belügyminiszter, Gabriel Oprea is bejelentette távozását az ügyvivő kormányból, és az államfő november 9-én a belügyi tárca vezetésével is megbízta.